# David Stephens
David Rhys Remington Stephens (Welwyn Garden City, 8 ottobre 1991) è un calciatore gallese, difensore del Boreham Wood.

## Carriera

### Club
Dal 2004 al 2009 ha giocato nelle giovanili del Norwich City, nella cui prima squadra (militante nella terza divisione inglese) ha invece militato nella stagione 2009-2010, nella quale ha giocato una partita nel Football League Trophy; nella seconda metà della stagione ha invece giocato in prestito in quarta divisione al Lincoln City, con cui ha disputato 3 partite di campionato. Dal 2010 al 2012 ha giocato nella prima divisione scozzese con la maglia dell'Hibernian, con cui ha disputato complessivamente 27 partite di campionato. Successivamente ha giocato per una stagione (42 presenze ed un gol) nella quarta divisione inglese con i londinesi del Barnet, con i quali ha poi trascorso altre due stagioni in quinta divisione (vincendo anche il campionato nella stagione 2014-2015), categoria in cui ha poi continuato a giocare con la maglia del Boreham Wood per le successive sei stagioni e mezzo, prima di scendere in prestito in sesta divisione al Dulwich Hamlet.

### Nazionale
Ha giocato nelle nazionali giovanili gallesi Under-17, Under-19 ed Under-21.

## Palmarès

### Club

#### Competizioni nazionali
- National League: 1

Barnet: 2014-2015